# مرز بتنی چشم‌انداز

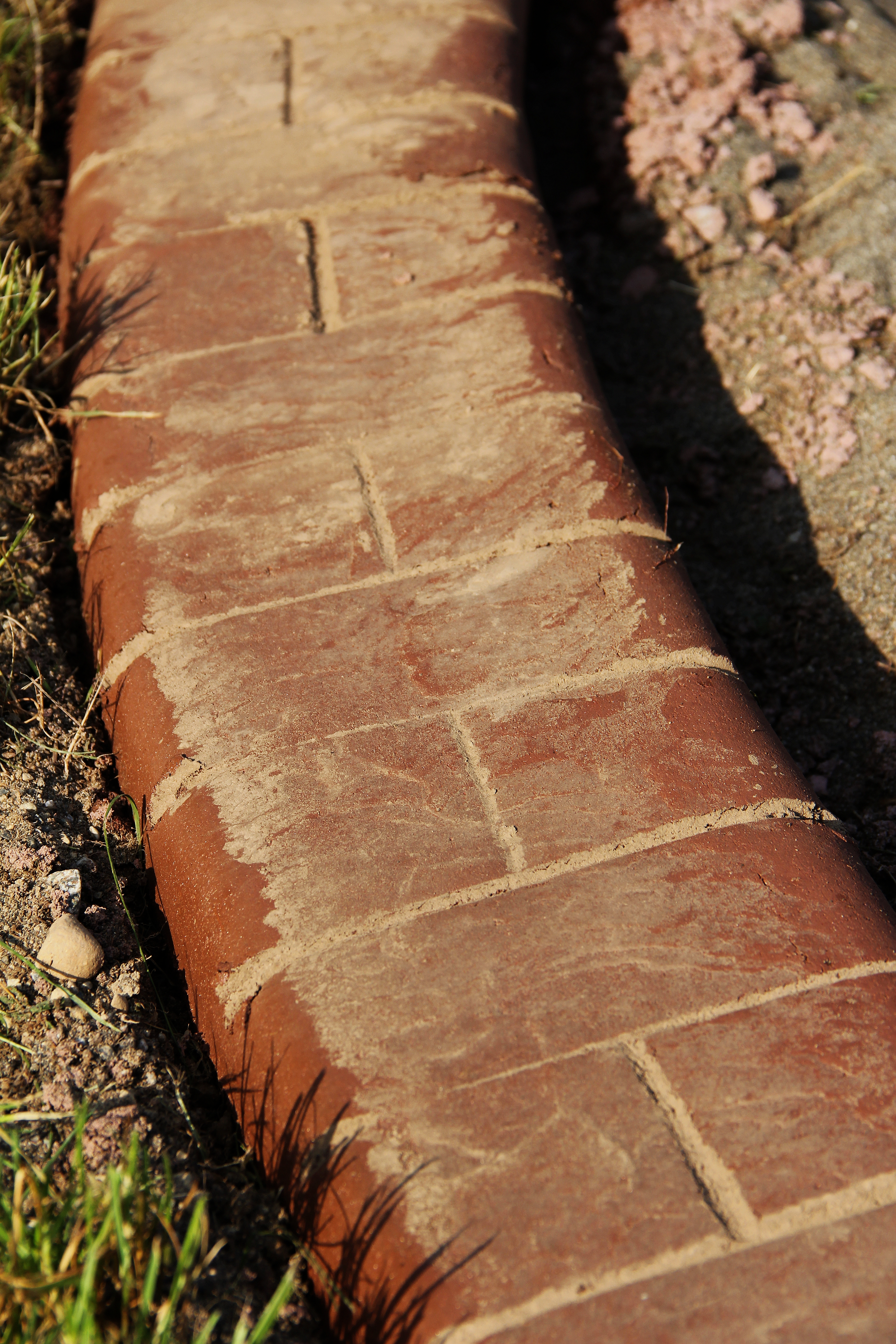
خشک شدن دیواره مرده.

مرز بتنی چشم‌انداز یا لبه بتنی چشم‌انداز (یا مهار بتنی چشم‌انداز) (به انگلیسی: Concrete landscape curbing, Concrete landscape bordering) جایگزینی برای لبه‌های پلاستیکی یا فلزی در فضای سبز است. مرز چشم‌انداز بسته به آب و هوای محل استفاده آن، با عناصر مختلف بتنی ساخته می‌شود. محدود کردن چشم‌انداز بتنی در دهه گذشته با عرضه‌کنندگانی که گزینه‌های گوناگونی را برای طراحی ارائه می‌دهند، دوست‌داشتنی‌تر شده‌است.
مهار بتنی می‌تواند حاوی گرانیت تجزیه‌نشده، سنگفرش، آجر، مالچ، و سایر سطوح روسازی و پیاده‌رو برای مسیرها، گذرگاه‌ها، راهروها و دیگر گردش‌های بیرونی باشد.